# Eurostar E3000
Eurostar E3000 は、エアバス・ディフェンス・アンド・スペース (旧 EADS アストリアム) が開発した汎用衛星バスシリーズ Eurostar の一つで、同社の商用・軍事通信衛星に広く採用されている。

## 概要
軌道遷移および軌道保持のために2液式化学スラスタを備えている。オプションとしてキセノンを推進剤とするホールスラスタを用いたプラズマ推進システム (PPS) も用意されており、主に南北方向の軌道維持に使用される。E3000 は、世界で初めて衛星食の間の電力供給用にニッケル・水素電池に代えてリチウムイオン電池を採用した商用衛星バスである。 
E3000 は顧客のミッション要求に合わせて構成を大きく変えることができるが、ほとんどの衛星の打ち上げ質量は 4,500-6,000キログラム、太陽電池パネルは 35-45メートル (寿命末期の発生電力にして9-16キロワット) の範囲に収まっている。トランスポンダは主にKu帯とC帯のものが 50-90 本ほど搭載される。
Inmarsat 4シリーズの衛星3機のメインアンテナは、巨大な展開式リフレクタになっている。 
2015年3月に、エアバス・ディフェンス・アンド・スペースは3Dプリンターで製作されたコマンド・テレメトリ用アンテナの取り付けブラケットを受領したが、これは世界で初めて宇宙機向けに認定された3Dプリンター製部品であった。同月には、スネクマとの間で出力5キロワットの PPS5000 ホールスラスタの供給契約を締結した。このスラスタを軌道遷移に用いることで、これまで軌道遷移に使用していた分の液体推進剤が不要となるため、衛星重量が最大40％削減できるという。 

## E3000を採用した衛星
- イスパサット
  - Amazonas 1・2、Arabsat 5A・5B・5C、Astra 1M・1N・2E・2F・2G・3B・5B
- ユーテルサット
  - W3AとHot Bird 8-10、Intelsat 10- 02、KaSat、Atlantic Bird 7、W5A
- テレサット
  - Anik F1R・F3 と Nimiq 4、Skynet 5A-C
- その他
  - インマルサット 4シリーズ、アナシス2号[3]